# Grees

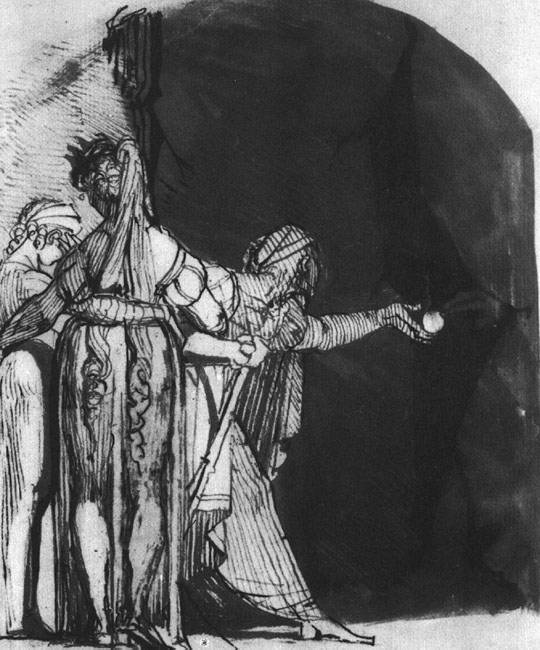
Perseu retorna l'ull a les Grees, per Johann Heinrich Füssli.

Les Grees (en grec antic Γραῖαι Graĩai, «dones velles») eren divinitats preolímpiques, tres germanes (algunes versions en compten dues) filles de Forcis, un dels aspectes de l'ancià home del mar (halios geron) i Ceto, i de vegades eren considerades divinitats marines, personificacions de l'escuma del mar.
Els seus noms eren: Dino, Enio i Pefredo (o Pemfredo). De vegades, Dino és substituïda per Perso.

## Etimologia
El nom probablement deriva de l'adjectiu γραῖα (graia, «vella»), el qual procedeix de l'arrel protoindoeuropea ǵerh2-/*ǵreh2- («fer-se vell»), que pren la forma gera-/grau- present a la paraula del grec antic.

## Descripció
Les Grees van néixer ja velles i amb cabells grisos, encara que els poetes les descrivien de vegades eufemísticament com a «boniques», i es van anar fent més i més velles. Eren en part deïtats aquàtiques i en part deïtats ctòniques.
Com altres conjunts de velles bruixes dels nivells més antics de les mitologies germàniques i nòrdiques, tenien un sol ull i una sola dent per a totes, que compartien i usaven per torns. Aquest ull tenia la particularitat de fer adormir a qui el tocava. Vivien en una cova situada molt lluny cap a ponent, en un lloc on sempre era de nit. Dino (Δεινώ, «por»), personificava l'anticipació a l'horror, Enio (Ἐνυώ, «horror»), era també anomenada "la destructora de ciutats" i Pefredo o Pemfredo (Πεμφρηδώ, «alarma»). Enio era l'única que tenia una identitat separada de la de les seves germanes.
Les Grees poden ser comparades amb les tres filadores del destí (les Moires), les Nornes nord europees, o amb la deessa bàltica Laima i les seves dues germanes.

## Mite
Les Grees només apareixen en una llegenda, la de Perseu. Quan l'heroi va anar a matar la Medusa, va trobar primer les Grees, que eren les guardianes del camí que portava a les seves germanes, les Gòrgones. Perseu els va robar l'ull quan se'l passaven l'una a l'altra i així es van quedar adormides totes tres i ell va poder continuar el seu camí. Es diu que va llançar l'ull al llac Tritonis.
Una altra versió del mite diu que les Grees tenien un oracle i que sabien la manera de matar la Gòrgona, que consistia a aconseguir unes sandàlies alades d'unes nimfes, una mena d'alforja anomenada kíbisis (on desaria el cap de la Medusa) i el casc d'invisibilitat d'Hades. Perseu, informat per Hermes i Atena que les Grees sabien això, els va robar l'ull i la dent, obligant-les així a revelar el secret (algunes fonts expliquen que també les va amenaçar amb l'espasa) i on podia trobar les nimfes.